# 郑恩宠
郑恩宠（1950年9月2日—），中国上海律师，曾代理上海的一些拆迁纠纷案件，并向中国上级政府告发上海高层的一些贪污案件，涉及周正毅、黄菊、陈良宇、韩正等人。2003年10月28日，上海市第二中级人民法院以“为境外的机构、组织、人员窃取、刺探、收买、非法提供国家秘密或者情报罪”，判处郑恩宠有期徒刑三年、剥夺政治权利一年。在郑恩宠入狱后，上海的主要媒体比如《新民晚报》、《解放日报》、《新闻晨报》和《文汇报》发表了《“桂冠”背后的真相——郑恩宠其人其事》的文章，文中称“大庭广众面前，郑恩宠以一副正人君子的模样招摇撞骗；在阴暗角落里，他却从事着坑、蒙、骗的勾当”。
2006年6月5日，郑恩宠出狱，后接受媒体采访表示，自己不但无罪而且有功，并言及在狱中曾多次遭受虐待，包括殴打等。
2014年11月15日，郑恩宠說，兩千年的儒家曾是古代漢民族的公共文化和官方意識形態；但一百多年前，在普世價值與外來先進文化的衝擊下，儒家文化實際已經解體，失去了社會和制度的根基；雖經幾代新儒學者的力挽狂瀾，然而儒家學說早已成了孤魂，「只在少數失寵的精英上空遊蕩，不再在大地上有其肉身」；儒家文化既沒將中國帶入現代科學、民主的社會，更不會將中國帶入真正的市場經濟社會，也絕無可能將中國引入富強、自由、憲政民主制的國家之列。

## 人物生平
郑恩宠，1950年9月2日出生于中国上海，籍贯广东省中山市。 出生于普通工人家庭，1963年考入华东师范大学第二附属中学。于1968年8月，从上海迁户口到黑龙江省密山县，参加中国人民解放军沈阳军区黑龙江生产建设兵团工作。1979年4月，由黑龙江省建三江农场管理局将户口迁回上海工作。1985年，鄭恩寵自學考取律師資格後，在上海四維律師事務所工作，擅長財產訴訟方面的官司，多年來代表超過五百名受市區重建計劃的居民打官司。 2003年，他受上海靜安區東八塊被強迫拆遷居民委託，控告地產商兼「上海首富」周正毅和靜安區政府勾結，非法取得土地，將周正毅告上法庭。2003年6月6日，上海警察將鄭刑事拘留，到6月18日以「非法取得國家機密」的罪名正式將他拘捕。8月28日鄭律師被判罪名成立，至2003年10月28日他被上海市第二中級人民法院以莫須有的「為境外非法提供秘密罪」判刑三年。判決書指鄭曾向一名記者要求取得一篇有關上海市政府非法收地的「內部參考」報告，並指他為一家境外組織提供一份關於上海工人示威的資料。鄭恩寵被拘捕和判處一案引起國內和國際社會的巨大迴響，尤其是因為他把財雄勢大的地產富商告上法庭，而周正毅最後亦被調查，被控官商勾結違法侵奪居民財產罪名成立。

## 泄密内容争议
郑恩宠向海外的“中国人权”组织，提供过两份信件，一份内容是数百名“益民食品一厂”被裁员的工人前往上海市人民政府请愿，造成交通堵塞，后被数百名警察驱散的经过；另一份信件内容是2003年4月30日新华社《内参选编》（第17期）刊登的新华社记者黄庭钧写的稿件《强行拆迁引发冲突，记者采访遭遇围攻》。上海市国家保密局将两份信件，均鉴定为“机密级国家秘密”，法庭认为郑恩宠的泄密行为具有危害性，进而对其判刑。
郑案的辩护律师认为这两份资料根据《保守国家秘密法》都不应归为国家机密。有人认为，这两份信件内容，都是社会上发生的公开事件，不应属于秘密，国家将社会公开的事情作为国家机密来进行封锁，本身是荒谬的。德国柏林律师公会认为“一个律师为了维护自己委托人的利益，经于委托人协商，有权诉诸公众，这个律师权利是不容剥夺的。”

## 现状
根据自由亚洲电台报道，郑恩宠现在经常被公安传唤，已达76次之多，警方并对其家里实施搜查，在一些敏感时期将其软禁。